# Juan Mirabent Gutiérrez
Juan Mirabent Gutiérrez nació en Isla Cristina, provincia de Huelva el 20 de abril de 1903 y casó con María Teresa Feu González el 30 de marzo de 1930 con la que tuvo seis hijos, a saber: María Teresa, Juan Manuel, Manuel José, José María, Adela María y Antonio de Jesús, enumerados según fecha de nacimiento. Fue un importante industrial conservero y de salazón, propietario de la empresa hoy desaparecida Conservas Mirabent. Fue alcalde de Isla Cristina entre 1952 y 1965, alcanzando también el puesto de procurador en Cortes (actualmente conocido como diputado) en Madrid.
Entre los acontecimientos y desarrollos más destacados de su mandato estuvo el dragado de la barra del puerto, la ampliación de los muelles pesqueros, el inicio de las obras de construcción de los espigones para mantener el calado del puerto, la construcción de los edificios de correos, del centro de maternidad, el Horgar del Frente de Juventudes, la construcción e inauguración de la Parroquia de Ntra Sra de los Dolores, para la cual donó la puerta principal a la vez que su esposa cedía la imagen del Sagrado Corazón de Jesús, realizada por el imaginero sevillano Antonio Castillo Lastrucci en 1958. También se construyó bajo su gobierno el depósito y bomba de agua, la canalización del suministro de aguas en buena parte de la ciudad y la celebración del segundo centenario de la fundación de Isla Cristina en 1955. En el ámbito del turismo creó el lema "Isla Cristina, Primavera del Atlántico", que muchos años después sería sustituido por el reclamo "Isla Cristina, un mar de Luz". También fue el encargado de recibir la venida de la virgen de Fátima los días 26 y 27 del mes de octubre de 1957 en la gira por España de la imagen.
Por suscripción popular le fue concedida la gran cruz de la Orden de Cisneros, abonada por la población de Isla Cristina en muestra de afecto por su dilatada contribución en el desarrollo de la ciudad.
El 8 de septiembre de 1984, moría en Isla Cristina a los 81 años de edad.

## Distinciones y condecoraciones
- Gran cruz de la Orden de Cisneros al mérito político en 1956.